# Jigorō Kanō
Jigorō Kanō (嘉納 治五郎 Kanō Jigorō?) (Kōbe, región de Kansai, 28 de octubre de 1860, -A bordo del Hikawa Maru- 4 de mayo de 1938) fue un maestro de artes marciales, profesor, traductor y economista japonés, conocido por ser el creador del judo.
En 1882, Kanō fundó el Kōdōkan, o "Escuela para el Estudio de la Vida". Su sistema de artes marciales conocido como judo, basado en las antiguas escuelas de Jiu-jitsu (principalmente las escuelas Tenjin Shin'yō-ryū y Kitō-ryū), se impuso sobre otros sistemas de lucha cuerpo a cuerpo de la época o Jūjutsu, en el Japón. Kanō logró que el judo se incorporara con éxito al sistema educativo japonés, al ejército, e inclusive a la policía japonesa desde el principio del siglo XX, incluyendo la defensa contra golpes y contra técnicas modernas como la defensa ante varios tipos de agresión con armas de fuego recopiladas en sus formas o kata.
Como deporte, el judo se desarrolló en torno a los lanzamientos, los barridos, algunos derribos, las estrangulaciones, las luxaciones de brazo y la lucha en el suelo. 
El maestro Kanō fue elegido representante del Gobierno de Japón ante el Comité Olímpico Internacional. Pese a no estar convencido en un principio de que el judo debiera ser un deporte olímpico, ya que solo el randori, un pequeño aspecto del judo, podía en ese entonces considerarse como un aspecto competitivo (ver carta al maestro Gunji Koizumi, traducida en parte más abajo), este hecho se hizo realidad en 1964, en los juegos celebrados en Tokio. Sin embargo, Kanō había fallecido hacía varios años, el 4 de mayo de 1938, a bordo del Hikawa Maru cuando realizaba un viaje de regreso a Japón.
Kanō recibió a título póstumo la máxima graduación de judo, o décimo Dan, que viste el cinturón blanco. Según la filosofía del judo, este es un camino de continuo aprendizaje y al morir es como si se volviese a empezar (de ahí que la máxima graduación por cinturón, la blanca, coincida con la primera).
Actualmente el judo es una de las cuatro disciplinas de combate más practicadas en el planeta, con alrededor de doce millones de practicantes.

## Biografía
Jigorō Kanō nació el 28 de octubre de 1860 en Mikage, distrito de Hyogo, Japón. Era hijo de Sadako y su esposo Jirōsaku Kanō (nacido Jirōsaku Mareshiba), que había sido adoptado por una familia de productores de sake, pero que no fue incluido en el negocio familiar. Su padre le dio mucha importancia a la educación de sus hijos, que incluyó idiomas extranjeros como el inglés y el alemán. Tras el fallecimiento de su madre Sadako cuando tenía 9 años la familia se trasladó a Tokio. En 1891 contrajo matrimonio con Sumako Takezoe, con quien tuvo seis hijas y tres hijos.

### El profesor
A pesar de su posterior dedicación al judo, Jigorō Kanō se dedicaba en un principio a la enseñanza en las escuelas y a la práctica regular del Jiu-jitsu (en los estilos Tenjin Shin'yō-ryū y Kitō-ryū), en privado. Posteriormente ingresó en la Universidad Imperial de Tokio en junio de 1881, donde se especializó en ciencias políticas y economía, que en ese momento eran impartidas por el Departamento de estética y moral. Se graduó en julio de 1882, y al mes siguiente comenzó a trabajar como profesor en la Gakushūin, o Escuela de Pares, en Tokio. Ya en 1883, Kanō fue nombrado profesor de economía en la Universidad Agrícola de Komaba (en la actualidad Facultad de Agronomía de la Universidad de Tokio), pero en abril de 1885 regresó a la Gakushūin. 
En enero de 1891, Kanō fue nombrado para un cargo en el Ministerio de Educación. Sin embargo, en agosto de 1891 lo abandonó para convertirse en decano de la Quinta Escuela Normal Superior (hoy Universidad de Kumamoto). Casi al mismo tiempo contrajo matrimonio con Sumako Takezoe, hija de un exembajador japonés en Corea. La pareja tuvo seis hijas y tres hijos.
Durante el verano de 1892 Kanō fue a la ciudad china de Shanghái para ayudar a establecer un programa de intercambio que permitiría a los estudiantes chinos estudiar en Japón. Kanō volvería a visitar Shanghái en 1905, 1915 y 1921. 
En enero de 1898 fue nombrado director de educación primaria, en el Ministerio de Educación, y en agosto de 1899 recibió una beca que le permitió estudiar en Europa, donde mejoró su conocimiento previo de los idiomas extranjeros, haciéndose intérprete y traductor. Su barco partió de Yokohama el 13 de septiembre de 1899, y llegó a Marsella (Francia) el 15 de octubre de ese año. Pasó casi un año en Europa, y durante este viaje visitó París, Berlín, Bruselas, Ámsterdam y Londres. Regresó a Japón en 1901 y poco después reasumió su cargo como presidente de la Escuela Normal Superior de Tokio, permaneciendo en este cargo hasta su jubilación el 16 de enero de 1920.
Teniendo en cuenta que se especializó en ciencias políticas y economía, la familia de Kanō pensaba que después de graduarse de la universidad continuaría su carrera en un ministerio del gobierno. De hecho, a través de amigos influyentes de su padre se le ofreció inicialmente un cargo en el Ministerio de Hacienda. Sin embargo, su amor por la enseñanza le llevó en su lugar a aceptar un puesto en la enseñanza de Gakushūin. Los estudiantes de la élite de Japón asistían a Gakushūin y eran de mayor posición social que sus maestros. Por ejemplo, a los estudiantes se les permitía viajar en carros tirados por personas (jinrikisha), mientras los maestros lo tenían prohibido. Los maestros a menudo se veían obligados a visitar los hogares de sus estudiantes para dar instrucciones o consejos. De algún modo, los profesores eran tratados aún como siervos de la nobleza. 
Kanō creía que esto era inaceptable y se negó a desempeñar un papel subordinado en la enseñanza de sus alumnos. Para él, un profesor, debía imponer respeto. Al mismo tiempo, empleó en sus clases los últimos métodos pedagógicos europeos y estadounidenses, influenciado especialmente por las teorías del educador estadounidense John Dewey. Los métodos de Kanō no tuvieron el efecto deseado en sus estudiantes, aunque sus ideas encontraron aceptación en la administración con la llegada de un nuevo director. 
La filosofía educativa de Kanō era una combinación de los métodos tradicionales japoneses del neo-confucianismo y las filosofías contemporáneas de Europa y América, que incluían el instrumentalismo, el utilitarismo y el "progresismo evolutivo", como se denominaba entonces al darwinismo social.
Los objetivos de la filosofía educativa de Kanō y sus métodos (que eran de hecho los de la mayoría de los programas japoneses educativos de principios del siglo XX) eran: el desarrollo de la mente, cuerpo y espíritu en igual proporción; el aumento del patriotismo y la lealtad, especialmente hacia el emperador; la enseñanza de la moral pública y el aumento de la fuerza física y la resistencia sobre todo, con el propósito de hacer a los hombres jóvenes más aptos para el servicio militar. 
La calistenia era el sistema de ejercicio físico practicado en aquel momento, pero podía ser aburrida, especialmente en las enormes formaciones en que se practicaba; por otro lado, en los niveles educativos secundarios y universitarios los deportes como el béisbol y el rugby no eran una fuente práctica de ejercicio físico para las masas sino un pasatiempo practicado en las pocas locaciones que había para su práctica, y buscaba ser aceptado por la mentalidad de aquel entonces. Además, a nivel de deporte de élite ninguno de esos deportes, incluso el propio judo, ponía demasiado énfasis en el desarrollo moral o intelectual de sus practicantes. En cambio, los entrenadores y los atletas de élite tendían a enfatizar la victoria a cualquier costo.
Para Kanō, la forma de incluir el deseado ejercicio físico en el marco de su filosofía educativa se resumió en una palabra: Judo. El judo no se debía enfocar únicamente en el sentido de lanzar o derribar a otra persona, ni de ganar a cualquier costo; su enfoque era en el sentido de "conseguir la máxima eficacia con el mínimo esfuerzo" y "bienestar y beneficio mutuos", o como Kanō mismo le dijo a un periodista en 1938: "Cuando ceder es el uso más eficiente de la energía, entonces ceder es judo".

### En el Comité Olímpico Internacional
Kanō, gracias a sus conexiones familiares, y diplomáticas, se involucró en las actividades del Comité Olímpico Internacional (COI) en 1909. Ello ocurrió después de que Kristian Hellström, del Comité Olímpico Sueco, escribiera a los gobiernos de Japón y China para preguntar si iban a enviar equipos representativos a los Juegos Olímpicos de 1912. El Gobierno japonés no quería negarse a participar en un escenario internacional como aquel, por lo que se encargó este proyecto al Ministerio de Educación, que se volvió hacia Kanō, por entonces un profesor de educación física e idiomas, con experiencia reciente en Europa. Kanō aceptó representar al Japón en el Comité Olímpico Internacional, y, después de hablar con el embajador de Francia en Japón y revisar la documentación enviada por los suecos, obtuvo, en sus palabras, "una idea bastante buena de lo que eran los Juegos Olímpicos". 
Para cumplir sus funciones como representante del continente asiático en 1912, Kanō ayudó a establecer la Asociación Atlética Amateur de Japón (Dai Nippon Tai-iku Kyokai), que tenía la misión de velar por el deporte aficionado. Kanō fue el representante oficial de Japón para los Juegos Olímpicos de Estocolmo en 1912, y estuvo involucrado en la organización de la edición de los Juegos del Lejano Oriente que se celebró en Osaka en mayo de 1917. En 1920 Kanō representó a Japón en los Juegos Olímpicos de Amberes, y durante la década de 1920 trabajó en el Consejo Japonés de Educación Física. No tomó parte importante en la organización de los Juegos del Lejano Oriente de 1923 (también celebrados en Osaka), ni asistió a los Juegos Olímpicos de 1924 en París, pero representó a Japón en los Juegos Olímpicos de Ámsterdam (1928), Los Ángeles (1932) y Berlín (1936). De 1931 a 1938, también fue uno de los portavoces internacionales más importantes en la candidatura del Japón para los Juegos Olímpicos de 1940. 
El objetivo principal de Kanō era, según sus palabras, reunir a la gente por una causa común, con un sentimiento de amistad. Sus metas en principio no incluían el introducir al judo como deporte olímpico. Como él mismo dijo en una carta al maestro británico Gunji Koizumi en 1936: 

Me han preguntado personas de diversos sectores en cuanto a la sabiduría y la posibilidad del judo de ser introducido en los Juegos Olímpicos. Mi punto de vista sobre el asunto, en la actualidad, es más bien pasivo. Si es el deseo de los otros países miembros, no tengo ninguna objeción. Pero no me siento inclinado a tomar la iniciativa. Por un lado, el judo, en realidad, no es un mero deporte o juego. Lo considero como un principio de vida, arte y ciencia. De hecho, es un medio para la realización cultural personal. Sólo una de las formas de entrenamiento de judo, el denominado randori, puede ser clasificado como una forma de deporte... [Además] los Juegos Olímpicos están tan fuertemente influidos por el nacionalismo que es posible que el judo se vea influenciado por ello hasta devolver la competición de judo a una forma "bárbara" de lucha como lo era el Jiu-jitsu antes de que fuera fundado el Kodokan. El judo debería ser y permanecer tan libre como el arte y la ciencia de las influencias externas - política, nacional, racial, económica o cualquier otro interés organizado. Y todo lo relacionado con él debería dirigirse a su objetivo final, el beneficio de la humanidad.

Kanō falleció el 4 de mayo de 1938, a los 77 años, a bordo del trasatlántico Hikawa Maru, cuando viajaba hacia Japón.
En 1962, años tras el fallecimiento del maestro Kanō, el COl decidió aceptar al judo como parte del programa oficial de los Juegos Olímpicos, haciendo su aparición oficial en la categoría masculina en los Juegos Olímpicos de Tokio en 1964.

## Muerte
El 4 de mayo de 1938 (dos días antes de su llegada a Yokohama), en el camino de regreso de la Asamblea General del COI en El Cairo (Egipto), murió de neumonía a bordo del Hikawa Maru. El cuerpo fue empaquetado en hielo y devuelto. En el puerto de Yokohama, el ataúd se colgó con la bandera olímpica y se descargó del barco. Murió a los 77 años. Recibió el Gran Cordón de Asahi Sun por sus logros durante su vida. Su tumba está ubicada en el cementerio Yahabara metropolitano de Tokio en la ciudad de Matsudo, prefectura de Chiba.